# Interlachen
Interlachen är en kommun (town) i Putnam County i Florida. Vid 2010 års folkräkning hade Interlachen 1 403 invånare.